# Mimesis
Mimesis este o teorie despre artă apărută în Grecia Antică, care consideră că arta reprezintă o „imitație”. Acest concept apare până la Platon și se atribuia în special artei teatrale. Mai târziu el este generalizat de presocratici în frunte cu Democrit, care spuneau că toate artele reprezintă o „imitație” a naturii. Platon susține că mimesisul este de fapt o „imitație a imitației”. Aristotel a dezvoltat ideea de mimesis, care utilizând-o clasifică artele în două grupuri:
1. Artele reprezentative sau cele mimetice;
2. Artele care completează (care se inspiră din natură).

În operele sale majore, Platon acordă o importanță majoră conceptului mimesis. În Republica, Platon vorbește despre imitație în cadrul artelor atât poetice cât și celor mai puțin poetice, iar în teoria sa asupra acestui concept spune faptul că orice artă reprezintă o imitație după propria sa natură sau cel puțin are o anumită parte imitativă pe care el nu o acceptă, ”din ea, nu este acceptată în cetate partea ei imitativă„. Pentru a înțelege conceptul și la ce se referă acesta, Platon ne dă diferite exemple, unul dintre ele este exemplul paturilor. El pune ipoteza a trei paturi cu confecționatori diferiți: primul pat care este considerat construit de un zeu, al doilea pat construit de meșterul de paturi iar al treilea pat, confecționat de pictor. Platon pune la îndoială originalitatea și cunoștințele pe care un pictor le-ar putea avea în arta construcției de paturi, însă el ne face o analiză a fiecăruia dintre cei 3 după cum urmează: Platon consideră că un zeu a creat un singur pat ”Știind Zeul, cred, aceasta și voind să fie făcătorul adevărat al adevăratului Pat și nu al unui pat oarecare, nici să fie un oarecare meșter de paturi, a înființat un singur Pat în firea lucrurilor„, astfel el îl numește pe acest zeu ”înființator„ al patului. Cel de-al doilea , meșterul de paturi, este prin urmare după cum îi spune și meseria cel ce face toate paturile după modeul dat ce acest ”înființator„ ,însă pictorul spune Platon: ”Mi se pare că cel mai potrivit este să-l numim”imitator al lucrurilor„produse de ceilalți„ , iar din aceste explicații Platon împreună cu tovarășul său, ajung la o scurtă definiție a ceea e este de fapt imitația: ”Se referă imitația la ceea-ce-este în felul în care este, sau la ceea-ce-pare, în felul în care apare? Este ea o imitație a adevărului sau a unei iluzii?„ . Răspunsul este clar, „a unei iluzii”, iar el ne dă o explicație clară, anume, pictorul va picta ceea ce vede, nu neaparat ceea ce știe, spre exemplu, pictorul va picta un bucătar gătind o savarină fără ca acesta dintâi să știe neapărat cum anume se face o savarină, astfel pictorul va da impresia oamenilor că și el, la fel ca bucătarul, stie sa gătească. Platon încearcă să facă o asociere între creația unui pictor și o oglindă. El consideră că nu este nici o diferență între cele două, ba chiar celui care va ține oglinda îi va fi mult mai ușor să reprezinte ceea ce vede doar prin purtarea oglinzii pretutindeni. „Cel mai repede este dacă vrei să iei o oglindă și să o porți pretutindeni. Vei face repede soarele și ceea ce e în cer, pământul, te vei face repede și pe tine, ca și pe celelalte animale, lucrurile, plantele și tot ceea ce spuneam adineaori.” .Această analogie a oglinzilor este folosită pentru a neutraliza efectele imitației, iar această analogie are la bază diferite metafore și alte analogii.(Metafore:pictura înseamnă a ține o oglindă întoarsă spre lume. Analogii între pictori și purtătorii de oglinzi.) (exemple și citate din Platon, Republica, Cartea X,1998)